# Committee to Defend America by Aiding the Allies
Das Committee to Defend America by Aiding the Allies (Abkz.: CDAAA; auch: William Allen White Committee) war eine amerikanische Propagandaorganisation, welche zur materiellen und moralischen Unterstützung von England und anderen Alliierten im Kampf gegen NS-Deutschland aufrief.
Die Gründung wurde der Öffentlichkeit am 20. Mai 1940 bekannt gegeben. Das CDAAA hatte sein Zentrum in New York.

## Mitglieder
Vorsitzende waren William Allen White und Clark Eichelberger. Den größten Einfluss hatte laut White der Schuhfabrikant William Lewis Douglas. Einflussreiche Berater im Hintergrund waren der Bankier Thomas W. Lamont und der Anwalt Frederic R. Coudert. Zur Führerspitze gehörten weiterhin der Unternehmer Hugh Moore, Frederick McKee, Frank G. Boudreau, der Jurist Thomas K. Finletter (seit November 1940), John Price Jones, William Emerson, Florence Jaffray Harriman, der Zuckerfabrikant Ellsworth Bunker und Chester LaRoche.
Der marxistische Historiker Gerhart Hass zählt J. P. Morgan, Jr., William A. Vanderbilt und Herbert H. Lehman vom Bankhaus Lehman Brothers zu den prominenten Mitgliedern.
Unter den 750.000 Mitgliedern waren sehr viele mittlere und große Geschäftsleute, Akademiker und Intellektuelle. Es gab 633 lokale Komitees, von denen die Aktivsten die in New York, Boston, Philadelphia, Pittsburgh, Atlanta, Cleveland, Chicago, Denver, Dallas, und San Francisco waren.
Von 550 Mitgliedern im Juni 1940 lebten über die Hälfte im Nordosten der USA, 143 waren in New York beheimatet. Westlich des Mississippi waren es nur 95, wo der Hauptkontrahent das America First Committee seine meisten Anhänger hatte.

## Aktivitäten
Das CDAAA organisierte hunderte Radiosendungen, tausende Treffen und Kundgebungen in allen Teilen des Landes, verteilte Millionen Flugblätter, Handzettel, Nachdrucke von Reden und Artikeln, Sticker und Weihnachtskarten. Initiierte tausende Briefe an den Präsidenten und den Kongress und sammelte Millionen Unterschriften für Petitionen.
Eine Unterorganisation, die Century Group, entwickelte am 11. Juli 1940 den Plan, dem Vereinigten Königreich im Austausch gegen eine Reihe von Militärstützpunkten alte Zerstörer und weiteres Kriegsmaterial zu liefern, das Churchill erbeten hatte. Die Stützpunkte sollten die Sicherheit der Vereinigten Staaten gegen einen etwaigen Angriff der Achsenmächte erhöhen und das zu liefernde Kriegsmaterial sollte eine Niederlage des Königreichs mit unabsehbaren Folgen für die Sicherheit Amerikas verhindern. Das CDAAA setzte eine Agitationskampagne mit dem Mitstreiter John J. Pershing (Militärführer im Ersten Weltkrieg) zu Gunsten des Zerstörer-für-Stützpunkte-Abkommens auf. Nach Rundfunkauftritten nahm die Zustimmung zur Überlassung der Zerstörer zu und am 2. September wurde das Abkommen unterzeichnet.
Nach dem Überfall auf die Sowjetunion im Juni 1941 trat das CDAAA für Hilfslieferungen an die Sowjetunion ein.
Die Zusammenarbeit mit der Regierung war eng, aber im April 1941 verlagerte sich die Unterstützung der Regierung mehr auf das Freedom Committee.
Die Socialist Party of America behauptet das CDAAA sei von reaktionären Elementen der industriellen und finanziellen Oligarchie der Wall Street ins Leben gerufen worden.
Im Januar 1942 fusionierte das CDAAA mit dem Council for Democracy zu Citizens for Victory. Dieses wiederum löste sich im Oktober 1942 auf.